# نشانه زمان (ترانه)
«نشانه زمان» (به انگلیسی: Sign of the Times) نام اولین تک‌آهنگ منتشر شده از اولین آلبوم استودیویی هری استایلز با نام هری استایلز است که در ۷ آوریل ۲۰۱۷ منتشر شد. سبک این ترانه پاپ راک و سافت راک است.